# Arthur A. Denny

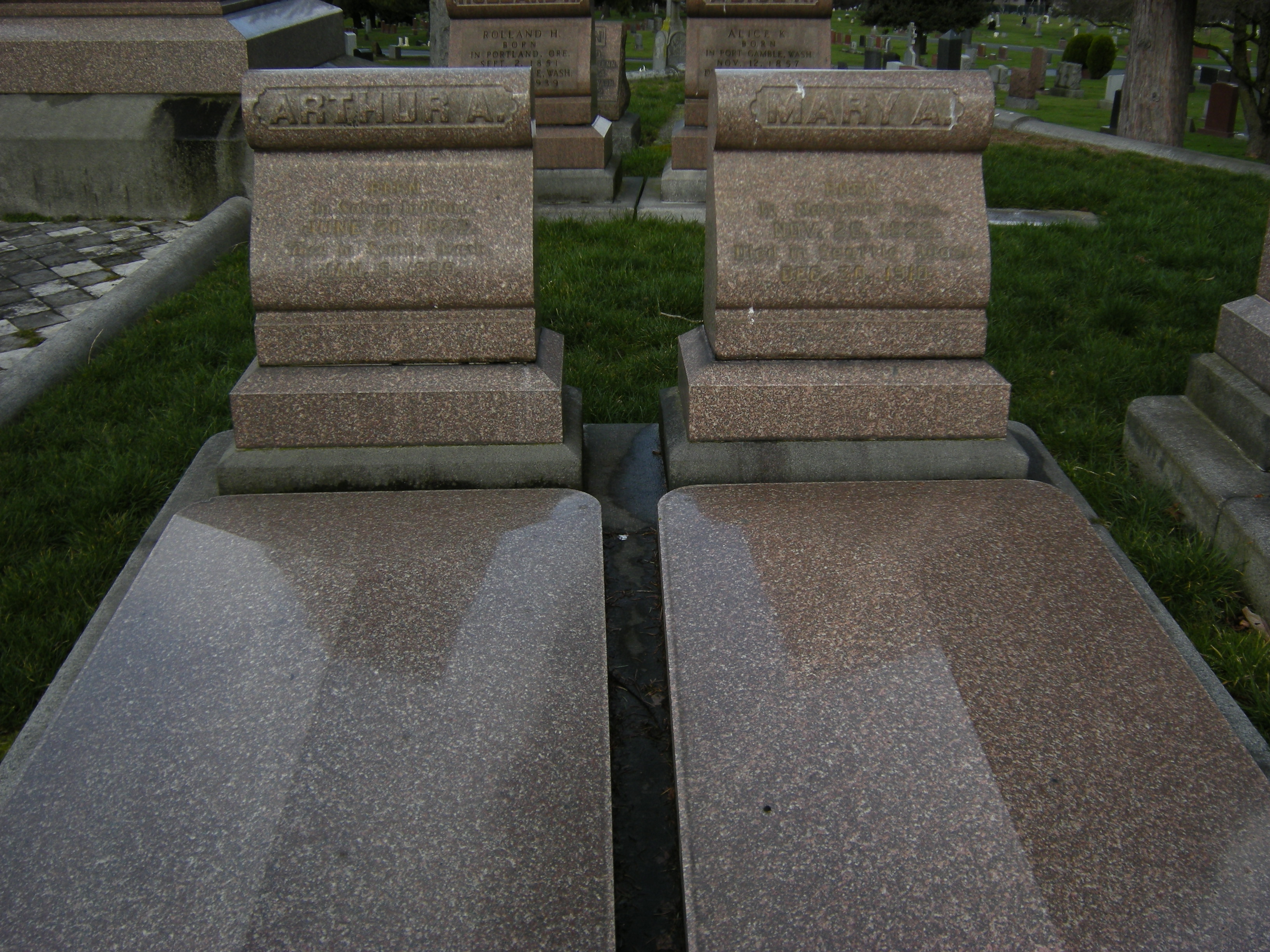
Hroby Arthura A. Dennyho a jeho ženy Marry Ann na hřbitově Lake View v Seattlu

Arthur Armstrong Denny (20. června 1822 Salem, Indiana, Spojené státy – 9. ledna 1899 Seattle, Washington) byl jedním ze zakladatelů Seattlu a vůdce Dennyho výpravy.

## Biografie
Denny se narodil 20. června 1822 blízko města Salem v Indianě, avšak jeho rodina se později usadila v okrese Knox na severozápadě státu Illinois. Jeho otec, John Denny, bojoval v britsko-americké válce a později sloužil jako zákonodárce státu Illinois, volen za stranu Whigů. Denny neměl snadné dětství. Jako malý se musel starat o svou invalidní matku, zatímco chodil do školy. Vyučil se tesařství a studoval mapování. Stal se stavebním inženýrem a v roce 1843 byl zvolen zeměměřičem okresu Knox. Ve stejném roce si 23. listopadu vzal Mary Ann Borenovou, s níž měl později šest dětí.
V dubnu 1851 opustil Illinois a spolu se svou rodinou se vydal na západ. Tato výprava později vešla ve známost jako Dennyho výprava. 23. srpna dorazili do Portlandu odkud vypluli do oblasti Pugetova zálivu. Tam se 11. listopadu usadili na Alki Pointu v Elliottově zálivu, kvůli nepříznivým podmínkám se však později přemístili více na východ do oblasti dnešního Pioneer Square, které se stalo historickým centrem nově vzniklého města, Seattlu.
Denny byl zvolen komisařem okresu Thurston, tehdy ještě ležícím v teritoriu Oregon, a později po odtržení Washingtonu od Oregonu i komisařem okresu King. V roce 1853 byl také jmenován prvním poštmistrem v Seattlu. Po dobu devíti funkčních období byl členem Sněmovny reprezentantů teritoria Washington, přičemž tři z těchto období vykonával funkci jejího předsedy. V roce 1865 byl členem teritoriální delegace do 39. Kongresu Spojených států amerických.
Brzy poté odešel z politiky a vrátil se zpět k podnikání. Získal poloviční podíl v Dexter Horton and Co., bance založené roku 1870 Dexterem Hortonem a Davidem Phillipsem, s nimiž již dříve spolupracoval. Byl prezidentem společnosti Seattle and Walla Walla Railroad, která zprovoznila první kolejnici vedoucí do Seattlu.
Denny zemřel po dlouhé nemoci 19. ledna 1899 ve věku nedožitých 77 let. Spolu se svou manželkou a ostatními členy výpravy je pochován na hřbitově Lake View v Seattlu.